# Milka (Bibel)
Milka (hebräisch מִלְכָּה) ist ein hebräischer Frauenname und bedeutet „die Königin“. In der Bibel finden sich zwei Trägerinnen dieses Namens.

## Milka, die Ehefrau Nahors
Milka, die mit ihrer Schwester Jiska von Abrahams Bruder Haran abstammte, war mit Nahor, dem anderen Bruder Abrahams, verheiratet. (Nahor hatte somit seine Nichte geheiratet, was auch später im Gesetz Mose nicht verboten ist). 
Sie brachte acht Söhne zur Welt, die folgende Namen hatten: Uz (Erstgeborener), Bus, Kemuël, Kesed, Haso, Pildasch, Jidlaph und Betuël. Betuël ist der Vater von Rebekka (Isaaks Frau). Milka ist daher mütterlicherseits die Urgroßmutter von Esau und Jakob (Gen 11,29 , siehe auch Gen 22,20-23 , 24,15 , 24,24 , 24,47 ).

## Milka, die Tochter Zelofhads
Eine weitere Namensträgerin ist Milka, eine Tochter Zelofhads aus dem Stamm Manasse. Ihre Schwestern hießen Machla, Noa, Hogla und Thirza (Num 26,33 , siehe auch 27,1 , 36,11 , 17,3 ).